# Anaxilau (tirano de Régio)
Anaxilau, filho de Cretines, foi um tirano de Régio e de Zancle. Ele morreu em 476 a.C., após governar por dezoito anos. Todos os reis de Régio, até Anaxilau, eram messênios.
Ele tornou-se tirano após capturar a acrópole de Régio, e a manteve durante toda sua vida.
De acordo com Pausânias, ele era o terceiro descendente de Alcidâmidas, que havia emigrado da Messênia para Régio após a morte do rei Aristodemo e da captura de Ítome. Anaxilau chamou os messênios, que, após a derrota para Esparta na Segunda Guerra Messênia, viviam como piratas nas costas da Lacônia, para que tomassem a cidade de Zancle, que estava em guerra com ele. Zancle era habitada por piratas, e seus líderes eram Cratêmenes, de Samos, e Perieres de Cálcis. Anaxilau derrotou-os pelo mar, enquanto os messênios os derrotaram por terra; cercados por mar e terra, eles se refugiaram nos altares dos deuses. Anaxilau sugeriu que os messênios executassem os suplicantes, mas Gordo e Mântico, que haviam sofrido nas mãos de parentes, não quiseram dar o mesmo tratamento a outros gregos, fizeram juramentos em comum com os habitantes anteriores de Zancle e mudaram o nome da cidade para Messênia. De acordo com Pausânias, estes eventos ocorreram no ano da vigésima nona Olimpíada (664 a.C.); historiadores modernos supõem que Pausânias errou na data, e que estes eventos teriam ocorrido 180 anos depois, pois parece improvável que tenha havido dois tiranos de Régio com o mesmo nome, e que ambos tenham tomado Zancle e mudado seu nome para Messênia; a correção proposta é que os aliados de Anaxilau não eram os messênios, mas os sâmios, que estavam fugindo dos medos.
Ele foi casado com Cídipe, filha de Terilo, filho de Crínipo; Terilo era o tirano de Hímera, mas foi expulso por Terone, tirano de Agrigento, e voltou com um exército de cartagineses, liderados por Amilcas. Na batalha que se seguiu (Batalha de Hímera (480 a.C.)), os cartagineses foram derrotados pela aliança entre Terone e Gelão I, tirano de Siracusa.
Ele foi sucedido por Mícito, que se tornou regente e guardião dos filhos de Anaxilau, que eram menores de idade. Segundo Dionísio de Halicarnasso, seu filho e sucessor se chamava Leofrom. Mícito era natural de Régio e Messina, foi escravo de Anaxilau, regente após a morte deste, terminou seus dias em Tégea, e fez várias ofertas em Olímpia, em agradecimento por um filho que se recuperou de uma doença.